# Taszir
Taszir – miasto w Armenii, w prowincji Lori. W 2022 roku liczyło ok. 7200 mieszkańców; siedziba dystryktu.